# Aluminium(II)-oxid
Aluminium(II)-oxid oder Aluminiummonoxid ist eine chemische Verbindung aus Aluminium und Sauerstoff mit der Summenformel AlO. Es wurde bereits im gasförmigen Zustand nach Explosion von aluminisierten Granaten in der oberen Atmosphäre und in stellaren Absorptionsspektren nachgewiesen. Es kann auch durch Beschuss von Aluminium mit Hochleistungslasern an Luft erzeugt werden.